# Хоупвеллская традиция

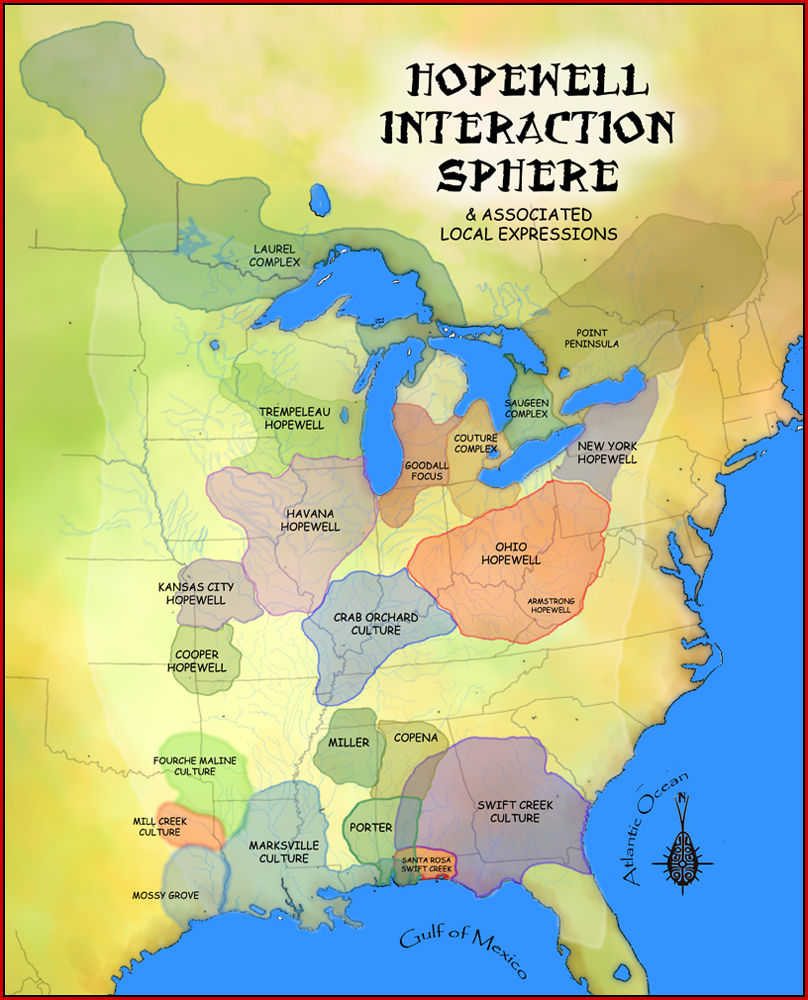
Территория Хоупвеллской традиции и её местные варианты

Хоупвеллская традиция или Традиция Хоупвелл (иногда именуется «культура Хоупвелл») — комплекс сходных индейских археологических культур, существовавших вдоль рек северо-восточной и центрально-восточной части будущих США в период 200 гг до н. э. — 500 гг. н. э. Хоупвеллская традиция состояла из раздробленных племён, связанных общей сетью торговых путей, известной как Хоупвеллская система обмена.
В период своего расцвета Хоупвеллская система обмена распространялась с юго-востока современных США до юго-востока канадского побережья озера Онтарио. На этой территории процветала активная торговля и деятельность вдоль речных путей. Хоупвеллская система получала материалы со всей территории современных США. Среди предметов торговли большинство составляли экзотические материалы, в обмен на которые экспортировались продукты питания и местные изделия. Хоупвеллские изделия обнаружены далеко за пределами данной системы, в частности, во многих погребениях за пределами среднего Запада.
Термин «Хоупвелл» ввёл американский археолог Уоррен Мурхэд который в 1891—1892 годах занимался раскопками Хоупвеллских курганов в округе Росс в штате Огайо. В свою очередь, курганы были названы по имени Мордехая Хоупвелла, чья семья владела землёй, на которой они находились.

## Происхождение
Хотя о происхождении Хоупвеллской традиции всё ещё ведутся споры, по-видимому, она возникла на территории современного Иллинойса или невдалеке от него.

## Политика и иерархия
От своих предшественников — культуры Адена — Хоупвеллская традиция унаследовала развитое социальное расслоение, социальную систему, где поощрялись межгрупповые связи и имелись средства реагирования на дефицит продуктов, что, в свою очередь, поощряло оседлый образ жизни, специализацию ресурсов, возможно, также рост населения.
Хоупвеллские общины кремировали своих покойных в большинстве случаев и осуществляли погребение только наиболее важных деятелей. Судя по раскопкам в некоторых местах, охотники имели более высокий статус в общинах, поскольку их могилы были сооружены более искусно и содержали больше «статусных» погребальных даров.
В хоупвеллской культуре существовал институт вождей, однако это едва ли были могущественные правители, повелевающие армиями или рабами. Скорее в хоупвеллских культурах определённые семьи занимали привилегированное положение. По мнению ряда исследователей, вожди были скорее «важными людьми», способными убедить людей по ряду важных вопросах, например, касающихся торговли или религии. Каковы бы ни были предпосылки появления подобных «важных людей», это был шаг по направлению к иерархическому обществу, именуемому «вождество».

## Курганы
Из всех достижений хоупвеллской традиции до настоящего времени лучше всего сохранились курганы — величественные земляные сооружения правильной геометрической формы, цель сооружения которых пока остаётся неясной, хотя во многих курганах обнаружены разнообразные погребения. Ряд исследователей предполагают астрономическое назначение по крайней мере некоторых курганов.

## Искусство

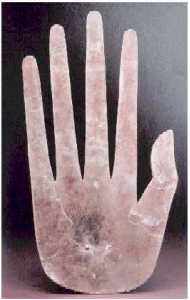
Слюдяное изображение руки, культура Хоупвелл

Представители Хоупвелской традиции создали одни из самых изящных произведений искусства и предметов быта обеих Америк. Большая часть их работ имеет религиозную символику. Их могилы полны костяными и деревянными ожерельями, украшенными сложным резным орнаментом, декорированной церемониальной глиняной посудой, декоративными пробками для ушей и подвесками. Некоторые могилы обиты/устланы плетёными циновками, слюдой или камнем. Представители Хоупвелской традиции создавали произведения искусства в большем количестве и из более необычных материалов, чем их предшественники Адена. Зубы медведей гризли и акул, пресноводный жемчуг, морские раковины, медь и даже небольшое количество серебра были превращены в прекрасные вещи. Ремесленники Хоупвелской традиции были настоящими мастерами в резьбе по камню катлиниту, и во многих могилах много искусно вырезанных статуэток. В Кургане Курительных Трубок (археологический комплекс Маунд-Сити) обнаружено свыше 200 каменных курительных трубок в виде довольно реалистичных изображений зверей и птиц.
Некоторые произведения искусства нельзя назвать просто «экзотическими», поскольку они выполнены из человеческой кости. Хоупвеллские мастера были искусными резчиками по кости, в том числе человеческой. Например, маска из Маунд-Сити выполнена из человеческого черепа.
Хоупвеллские художники создали как абстрактные, так и реалистичные изображения людей. Одна из трубок изображает человека настолько реалистично, что медики оценивают его как носителя классического ахондропластического нанизма. Многие другие статуэтки довольно детальны в плане изображения одежды, орнамента и даже причёсок. Хорошим примером абстрактного антропоморфного изображения является «Слюдяная рука» из Хоупвелла в округе Росс, штат Огайо. Аккуратно вырезанная из куска слюды, длиной более 28 сантиметров и шириной более 15 сантиметров, рука, скорее всего, использовалась в публичных церемониях.

## Местные варианты традиции Хоупвелл
Наряду с наиболее известным вариантом хоупвеллской традиции — культурой Огайо-Хоупвелл — существовало и несколько других культур, также участвовавших в хоупвеллской сети торгово-культурного обмена.

### Культура Огайо-Хоупвелл

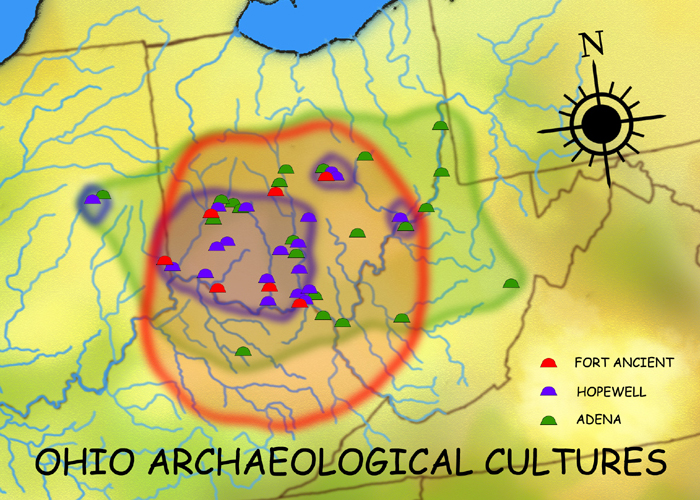
Карта археологических культур в штате Огайо

Наиболее высокая концентрация церемониальных памятников Хоупвеллской культуры наблюдается в долине реки Сайото в штате Огайо, от Колумбуса до Портсмута и Пейнт-Крика, а центром является г. Чилликоте в штате Огайо. В каждом из этих культурных центров обычно имелся погребальный курган и геометрический комплекс земляных сооружений площадью в несколько десятков или даже сот акров, а также разбросанные поселения; вблизи монументальных комплексов не обнаружены признаки высокой концентрации населения. В США широко известен национальный исторический парк культуры Хоупвелл, включающий курганы данной культуры, в долине реки Пейнт-Крик в штате Огайо в нескольких километрах от города Чилликоте. Близ Чилликоте обнаружены и другие хоупвеллские земляные сооружения, например, Hopeton, группа курганов Маунд-Сити, курган Сейп (Seip) с комплексом земляных сооружений, Хай-Бэнк, Либерти, Седар-Бэнк, Story Mound и ряд других.
Портсмутские земляные сооружения были возведены в период 100 г. до н. э. — 500 г. н. э. Это крупный церемониальный центр, расположенный в месте слияния рек Сайото и Огайо. Часть этого комплекса земляных сооружений тянется через реку Огайо и заходит на территорию штата Кентукки.

### Культура Марксвилл
Культура Марксвилл представляла собой культуру хоупвеллской традиции, существовавшую в долине рек Нижняя Миссисипи, Язу и Тенсас на территории современных штатов Луизиана, Миссисипи, Миссури и Арканзас. Со временем она эволюционировала в культуру Бэйтаун, которая, в свою очередь, эволюционировала в культуры Коулз-Крик и Плам-Бэйю. Названа в честь кургана Марксвилл близ г. Марксвилл в штате Луизиана.

### Культура Свифт-Крик
Культура Свифт-Крик — археологическая культура среднего Вудлендского периода, существовавшая на территории штатов Джорджия, Алабама, Флорида, Южная Каролина и Теннеси около 100—800 гг. н. э.

### Культура Копена
Культура Копена — археологическая культура, существовавшая на севере штатов Алабама, Миссисипи и Теннеси, а также на прилегающих территориях, в том числе на части территории штата Кентукки. Название Копена — гибрид английских слов copper (медь) и galena (галенит), поскольку артефакты из данных материалов часто встречаются в погребениях данной культуры.

### Культура Крэб-Орчард
Во время средневудлендского периода культура Крэб-Орчард существовала на юге штатов Индиана и Иллинойс, а также северо-западе и западе Кентукки. На крайнем западе области распространения данной культуры было сооружено вилкообразное земляное сооружение Форт О’Байемс (O’byams Fort).

### Культура Хавана
Это были люди хоупвеллской традиции, обитавшие в долинах рек Иллинойс и Миссисипи на территории современных штатов Айова, Иллинойс и Миссури. Являются предками миссисипской культуры.
Археологический памятник Тулсборо (Toolesboro Site) представляет собой группу из 7 сохранившихся до настоящего времени погребальных курганов (ранее их число могло достигать 12) на утёсе над рекой Айова близ её соединения с рекой Миссисипи. Конические курганы были сооружены в период между 100 г. до н. э. и 200 г. н. э. Крупнейший из курганов, Курган 2, имеет диаметр 30 метров и высоту 2,5 метра — это, вероятно, крупнейший хоупвеллский курган на территории Айовы.

### Канзас-Сити Хоупвелл
На западной границе хоупвеллской традиции находилась археологическая группа Канзас-Сити-Хоупвелл. Памятник Реннер в Ривервью. Канзас-Сити, штат Миссури — один из нескольких памятников, обнаруженных близ слияния рек Лайн-Крик и Миссури. Здесь обнаружены останки хоупвеллской традиции и среднего периода миссисипской культуры. Крайней западной границей хоупвеллской традиции можно считать памятник Траубридж (Trowbridge) близ Канзас-Сити. Керамика и каменные орудия, характерные для хоупвеллской традиции, в изобилии встречаются в Траубридже, однако редко встречаются на более западных землях. Ещё один памятник данной группы, Кловердейл (Cloverdale), находится близ Сент-Джозефа в штате Миссури. Это поселение было населено дважды: в хоупвеллский период (около 100—500 гг. н. э.) и в период культуры Стид-Кискер (около 1200 г. н. э.).

## Упадок культуры

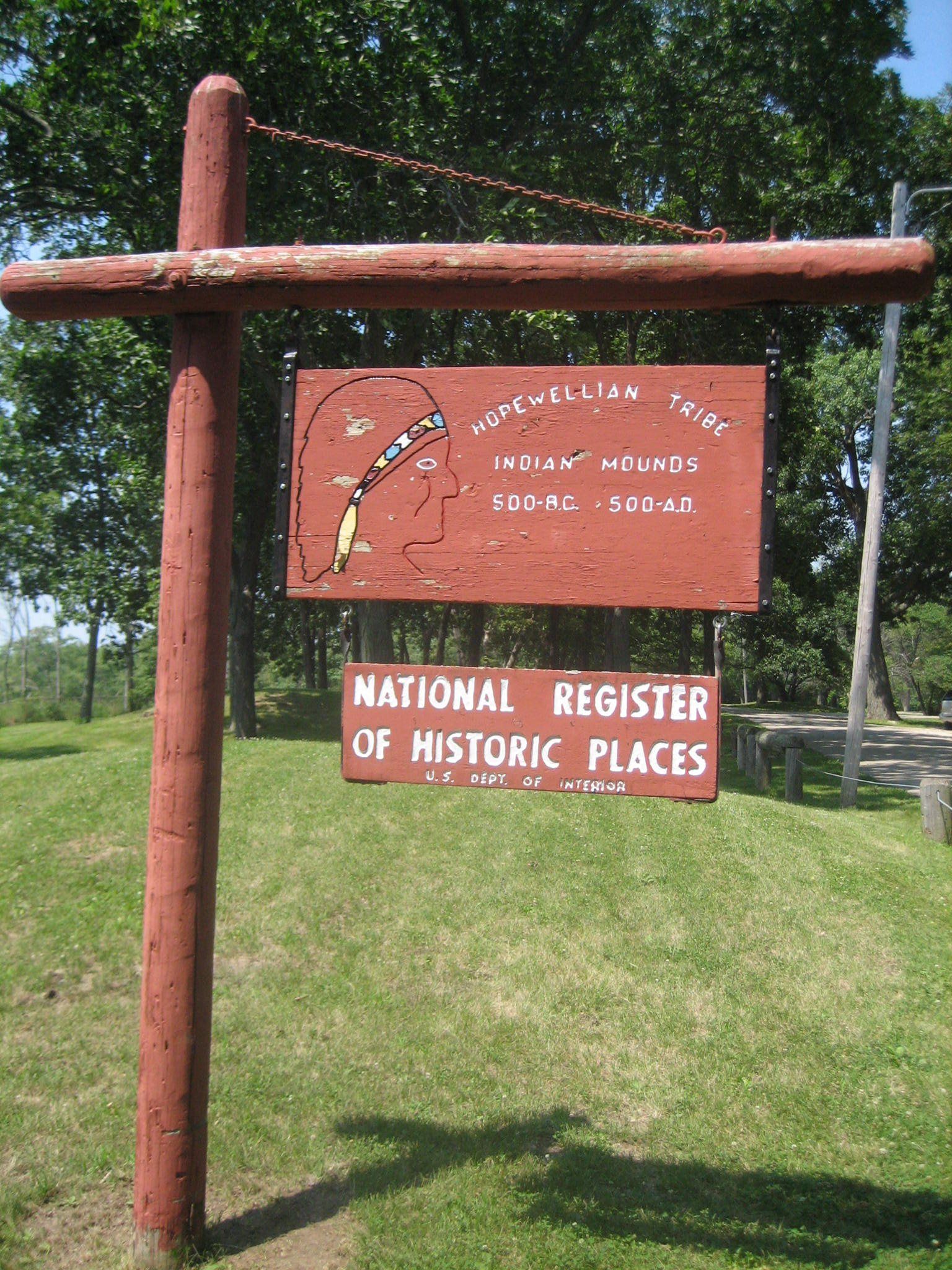
Памятник Синниссиппи, Синниссиппи-Парк, Стерлинг, Иллинойс

Около 500 г. н. э. система торговых обменов культуры Хоупвелл приходит в упадок, сооружение курганов прекращается, связанные с культурой виды искусства больше не создаются. Война представляется маловероятной причиной, свидетельства боевых столкновений в этот период отсутствуют. Как одна из возможных причин, рассматриваются климатические изменения: похолодание могло вызвать миграцию животных на север или запад, поскольку погода могла пагубно сказаться на привычной для них растительной пище. Также возможно, что появление лука со стрелами вызвало сокращение и без того малочисленных популяций пригодных в пищу диких животных. Распад социальной организации мог быть вызван переходом к полномасштабному земледелию.